# Гетьманівська сільська рада
Ге́тьманівська сільська́ ра́да — адміністративно-територіальна одиниця та орган місцевого самоврядування в Шевченківському районі Харківської області. Адміністративний центр — село Гетьманівка.

## Загальні відомості
Гетьманівська сільська рада утворена в 1920 році.
- Територія ради: 83,8 км²
- Населення ради: 1 148 осіб (станом на 2001 рік)

## Населені пункти
Сільській раді були підпорядковані населені пункти:
- с. Гетьманівка
- с. Лелюківка
- с. Малі Кринки
- с. Мостове
- с. Одрадне
- с. Тетянівка

### Колишні населені пункти
- Бугаївка

## Склад ради
Рада складалася з 14 депутатів та голови.
- Голова ради: Гожа Владислав Леонідович
- Секретар ради: Луганська Юлія Михайлівна

### Керівний склад попередніх скликань
| Прізвище, ім'я, по батькові | Основні відомості                                                 | Дата обрання | Дата звільнення |
| --------------------------- | ----------------------------------------------------------------- | ------------ | --------------- |
| Злодєєв Микола Анатолійович | Сільський голова, 1985 року народження                            | 22.08.2006   | 01.02.2008      |
| Кучугур Світлана Борисівна  | Сільський голова, 1965 року народження, позапартійна              | 01.06.2008   | 31.10.2010      |
| Гожа Владислав Леонідович   | Сільський голова, 1973 року народження, освіта вища, безпартійний | 31.10.2010   |                 |

Примітка: таблиця складена за даними сайту Верховної Ради України

### Депутати
За результатами місцевих виборів 2010 року депутатами ради стали:

#### За суб'єктами висування
| Суб'єкт висування                                       | Кількість обраних депутатів | %    |
| ------------------------------------------------------- | --------------------------- | ---- |
| Партія регіонів                                         | 10                          | 71,4 |
| Політична партія Всеукраїнське об'єднання «Батьківщина» | 3                           | 21,4 |
| Комуністична партія України                             | 1                           | 7,1  |

#### За округами
| № округу                                                | Прізвище, ім'я, по батькові      | Дата визнання обраним | Освіта             | Партійна приналежність                        | Відомості про обраного депутата                                                              |
| ------------------------------------------------------- | -------------------------------- | --------------------- | ------------------ | --------------------------------------------- | -------------------------------------------------------------------------------------------- |
| Комуністична партія України                             |                                  |                       |                    |                                               |                                                                                              |
| 2                                                       | Миргородський Микола Михайлович  | 04.11.2010            | вища               | член Комуністичної партії України             | ХЛВЗ «Прайм», вантажник                                                                      |
| Партія регіонів                                         |                                  |                       |                    |                                               |                                                                                              |
| 1                                                       | Петриковець Олена Іллівна        | 04.11.2010            | вища               | позапартійна                                  | Гетьманівська загальноосвітня школа I-III ст., вчитель                                       |
| 3                                                       | Луганська Юлія Михайлівна        | 04.11.2010            | вища               | член Партії регіонів                          | Гетьманівська сільська рада, секре-тар с/ ради                                               |
| 4                                                       | Степанов Олег Андрійович         | 04.11.2010            | середня спеціальна | позапартійний                                 | ТОВ «Центрум», водій автопогрузчика                                                          |
| 5                                                       | Губченко Валентина Володимирівна | 04.11.2010            | середня спеціальна | позапартійна                                  | СТОВ ім. Ватутіна, комір-ник                                                                 |
| 6                                                       | Бовдуй Валентина Миколаївна      | 04.11.2010            | вища               | позапартійна                                  | Гетьманівська загальноосвітня школа I-III ст., дирек-тор школи                               |
| 9                                                       | Скляров Микола Іванович          | 04.11.2010            | середня спеціальна | член Партії регіонів                          | СТОВ ім. Ватутіна, зав. МТФ                                                                  |
| 10                                                      | Бало Василь Олександрович        | 04.11.2010            | вища               | позапартійний                                 | Гетьманівська сільська рада, землевпорядник с/ ради                                          |
| 11                                                      | Земляний Костянтин Миколайович   | 04.11.2010            | вища               | член Партії регіонів                          | СТОВ ім. Ватутіна, зав.гаражем                                                               |
| 13                                                      | Липова Світлана Михайлівна       | 04.11.2010            | середня спеціальна | член Партії регіонів                          | СТОВ ім. Ватутіна, зав.складом ПММ                                                           |
| 14                                                      | Кравченко Олексій Миколайович    | 04.11.2010            | вища               | член Партії регіонів                          | СТОВ ім. Ватутіна, головний агроном                                                          |
| Політична партія Всеукраїнське об'єднання «Батьківщина» |                                  |                       |                    |                                               |                                                                                              |
| 7                                                       | Кучеренко Надія Петрівна         | 04.11.2010            | середня спеціальна | позапартійна                                  | Гетьманівський дошкільний навчальний заклад «Малятко», зав. ДНЗ                              |
| 8                                                       | Ясинов Роман Васильович          | 04.11.2010            | середня спеціальна | позапартійний                                 | ВАТ «Укртелеком», електромонтер зв'язку                                                      |
| 12                                                      | Бичко Микола Петрович            | 04.11.2010            | середня спеціальна | член Всеукраїнського об'єднання «Батьківщина» | Гетьманівський дошкільний навчальний заклад «Малятко», робітник по обслуговуванню приміщення |